# Alberto Braune
Alberto Henrique Braune (Nova Friburgo, 17 de dezembro de 1864 — Nova Friburgo, 5 de maio de 1929) foi um farmacêutico brasileiro.

## Biografia
Filho dum médico alemão de Lübeck naturalizado brasileiro e parente materno do escritor ultrarromântico Álvares de Azevedo, Braune ingressou na Faculdade de Medicina do Rio de Janeiro, formando-se farmacêutico em 1886. Alberto Braune possuía em Nova Friburgo um consultório farmacêutico junto à Pharmacia Braune. Por durante certo tempo, também cumpriu a função de delegado no município. Admirado pela população local da época por sua benevolência para com os mais pobres, onde às vezes os atendia gratuitamente.
No ano de 1906, Alberto Braune se uniu a grupos políticos tradicionais  - Galdino Antônio (pai de Galdino do Vale) e Carlos Maria Marchon - e criou o jornal A Paz; e desta forma Galdino do Vale tornou-se seu diretor usando-o como base de sustentação de seu grupo. Em Nova Friburgo, no Partido Republicano Fluminense, junto com Ernesto Brasílio, Júlio Zamith, Farinha Filho e Nelson Kemp, teve influência na política local devido ao prestígio que conquistou junto aos habitantes.
Nas décadas de 1910 e 1920, Alberto Braune exerceu alguns mandatos de presidente da Caixa Rural de Nova Friburgo.
Embora não fosse médico, fazia partos, visitava doentes e receitava remédios. A população da cidade o presenteou com um anel de formatura de farmacêutico, comprado com o dinheiro obtido numa subscrição popular, e o defenderam de acusações de exercício ilegal da profissão — as quais, no fim, não deram em nada.
Com a saúde abalada, faleceu em 5 de maio de 1929.

## Homenagens
- A Avenida Alberto Braune, no centro da cidade de Nova Friburgo, possui o seu nome já que a Pharmacia Braune funcionava no número 29 desta via. Esta rua criada ainda em 1841, durante o  Império de Dom Pedro II, recebendo o nome de Rua do Senado, que manteve até o fim da Guerra do Paraguai, quando, em 15 de janeiro de 1871, seu nome foi mudado para Rua General Argolo como homenagem a Alexandre Gomes de Argolo Ferrão Filho, esta denominação se manteve até o dia 30 de julho de 1928, quando passou a ser Avenida Alberto Braune.[3][1]
- Após seu falecimento, um monumento em sua homenagem foi edificado a partir de contribuições voluntárias. A estátua se encontra atualmente na Praça Getúlio Vargas[1][5]
- Em 1942, uma embaixada de farmacêuticos cariocas e não só, deslocou-se a Nova Friburgo com o intuito de homenagear a memória de Alberto Braune. Dentre esses farmacêuticos encontrava-se Antenor Rangel Filho, presidente da Associação Brasileira de Farmacêuticos. Foram recebidos pelo Prefeito de Nova Friburgo, Dante Laginestra.[6]